# Kovács András (művészettörténész)
Kovács András (Marosvásárhely, 1946. augusztus 19. –) romániai magyar művészettörténész és művelődéstörténész, 2010-től a Magyar Tudományos Akadémia külső tagja.

## Életútja
Középiskolai tanulmányait Szászrégenben végezte, majd 1969-ben a kolozsvári Babeș-Bolyai Tudományegyetem történelem–filozófiai karán szerzett oklevelet. Ezt követően a bálványosváraljai általános iskolában tanított történelmet 1971-ig, majd 1971–1997 között Román Akadémia kolozsvári Történeti és Régészeti, illetve Régészeti és Művészettörténeti Intézetében dolgozott. 1984-ben védte meg doktori disszertációját, melynek címe Construcții patronate de Gabriel Bethlen volt. 1997 óta a kolozsvári egyetem Történelem-Filozófia Kar Művészettörténeti Tanszékén tanít.
Kutatásainak tárgya az erdélyi reneszánsz, Erdély közép- és kora újkori művészete, ezen belül a 17. század első felének művészete. Kutatásaihoz kapcsolódóan 1990 után kiemelt szerepet játszott az erdélyi magyar műemlékek megmentési törekvéseiben: levéltári és falkutatásai alapján tanulmányokat készített az egyes műemlékek restaurálási tervének előkészítésére. Ezek között található az alvinci Martinuzzi–Bethlen-kastély, az almakeréki Apafi-udvarház, az árkosi unitárius templomerőd, a besztercei Szent Miklós-templom és evangélikus plébánia, a bonchidai Bánffy-kastély, a dévai ferences kolostor, a nagyenyedi református templomvár, a felőri református templom, a gyergyószárhegyi Lázár-kastély, a gyulafehérvári római katolikus érseki palota és Apor-ház, a kézdimartonosi görögkeleti templom, a kézdiszentléleki Perkő kápolna és római katolikus templomvár, a kolozsvári Wolphard–Kakas-ház, római katolikus plébániaház, volt minorita templom, a Mátyás király u. 3. és 4., Kálvária-templom, a marosillyei Bornemisza-kastély, a lupsai görögkeleti templom, a magyarszentbenedeki unitárius templom, a nagybányai Fekete Sas fogadó és Lendvay-ház, a nagyváradi vár és egykori fejedelmi palota, a némai református templom, az oltszemi Mikó-kastély, a somlyóújlaki református templom, a szamosardói református templom, a szatmárberei református templom, a székelydályai református templom, a szilágynagyfalui református templom, a szilágysomlyói Báthory-vár, a szásztörpényi volt evangélikus templom, az újtordai református templom, a vízaknai református templom. Részt vett körülbelül 130 erdélyi szász település településtörténeti és műemléki felmérésében, amelyet a kolozsvári Régészeti és Művészettörténeti Intézet és a Gundelsheim am Neckar-i Siebenbürgischer-Sächsischer Kulturrat szervezett.
2001-ben kutatói, oktatói és műemlékvédelmi tevékenységéért Forster Gyula-díjjal tüntették ki.

## Főbb művei
- A történelem segédtudományai.: Vázlatok a Babeș-Bolyai TE Történelem-Filozófia Karának posztgraduális műemlékvédelmi szakmérnök-képző tanfolyamán 1998-ban tartott előadásokhoz. Kolozsvár: 1998.
- Kovács András, Dávid Gyula (szerk.): A radnóti várkastély. Kolozsvár: Erdélyi Múzeum Egyesület, 1994. (Erdélyi Tudományos Füzetek 215.)
- Kovács András, W. Kovács András, Dani János (szerk.): A kolozsvári Farkas utcai templom címerei. Budapest; Kolozsvár: Balassi Könyvkiadó – Polis Könyvkiadó, 1995. ISBN 963-506-086-6 (a katalógusokban formailag hibás ISBN-nel szerepel) ISBN 973-66885-0-0
- Késő reneszánsz építészet Erdélyben.: 1541–1720. Budapest; Kolozsvár: Teleki László Alapítvány - Polis Könyvkiadó, 2003. ISBN 963-86388-6-9 (TLA); ISBN 973-8341-28-0 (Polis)
- Kémenes Mónika, Kovács András (szerk.): Kályhacsempék Csík-, Gyergyó- és Kászonszékből.: 14-18. század. Kolozsvár: Entz Géza Művelődéstörténeti Alapítvány, 2005. ISBN 973-85973-3-1
- Késő reneszánsz építészet Erdélyben. 1541–1720. Budapest, Kolozsvár: Teleki László Alapítvány, Polis Könyvkiadó, 2006. ISBN 963-86388-6-9 (TLA); ISBN 973-8341-28-0 (Polis)
- Épületek emlékezete – nevezetes épületek Erdélyben. Budapest: L'Harmattan, 2007. ISBN 978-963-236-008-9
- Szilágyi Orsolya, Kovács András (szerk.): A szatmárnémeti Kossuth-kert története. Kolozsvár: Entz Géza Művelődéstörténeti Alapítvány, 2008. ISBN 978-973-85973-6-5
- A reneszánsz Kolozsvár; összeáll. Kovács András, szerk. Kovács Kiss Gyöngy; Kolozsvár Társaság, Kolozsvár, 2008
- Radnót. Kastély; Kriterion–Transsylvania Nostra Alapítvány, Kolozsvár, 2013 (Erdélyi műemlékek)
- Köleséri Sámuel és az európai korai felvilágosodás. Tanulmányok és szövegek; szerk. Balázs Mihály, Font Zsuzsa, Kovács András; Erdélyi Múzeum-Egyesület, Kolozsvár, 2016 (Kölesériana)
- Fejedelmek gyógyítói. Gyógyítók, gyógyszerek és gyógyítás az erdélyi fejedelmek udvarában a 17. század első felében; L'Harmattan, Bp., 2018